# Авлакоген

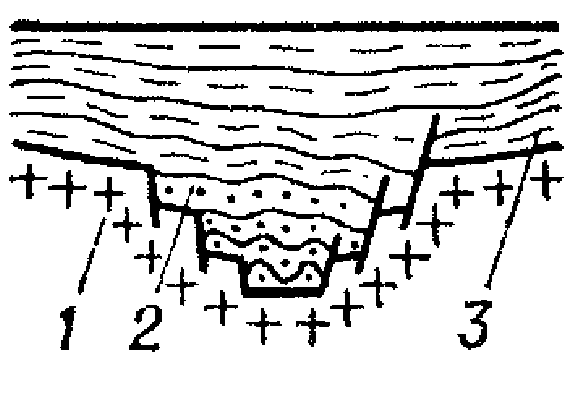
Авлакоген

Авлакоге́н (грец. αυλακ — борозна, γενεσις — походити) лінійно витягнуті западини підвищеної тектонічної рухливості, які оточені глибинними розломами, що розтинають фундамент платформи. Термін вперше ввів Шатський у 1964 році. Авлакогени поділяють на:
- прості
- складні
- закриті (одним кінцем затухають на платформі, іншим виходять за її межі) — Дніпровсько-Донецька западина (ДДЗ)
- наскрізні (розтинають усю платформу) — система Уачіта в Північній Америці.

Довжина авлакогенів сягає багатьох сотень кілометрів, ширина — десятків кілометрів. Вони часто межують зі складчастими областями. Виповнюючі авлакоген відклади значної (величезної — до 18 км) потужності утворюють складки, часто досить складні. На території України знаходиться Дніпровсько-Донецький авлакоген.
У поверхневій структурі авлакогени можуть бути виражені двояко: або розвиненими над ними синеклізами, або зонами складчастості чохла. Прикладом співвідношень першого роду може служити Українська синекліза, складена опадами від верхів нижнього карбону до неогену і перекриває Дніпровсько-Донецький авлакоген, виконаний відкладеннями від середнього девону до нижнього карбону включно. Переродження авлакогенів, спочатку через рівновеликі прогини, в синеклізи представляє звичайне явище, в основі більшої частини, якщо не всіх синекліз (осадових басейнів), повинні перебувати палеоріфти — авлакогени. Ця закономірність отримала назву правила Шатського.
Проте далеко не всі авлакогени еволюціонували по шляху перетворення у синеклізи. Інша їх частина піддалася стисненню і перетворилася на складчасті зони різного ступеня складності. В одних випадках це порівняно прості одиночні вали, наприклад Вятський вал над Кировсько-Казанським авлакогеном, в інших випадках — складні вали, що складаються з декількох паралельних пасом локальних височин, в третій — справжні інтракратонні складчасті зони досить складної будови, з розривами надвігового типу. Це Кельтіберійська зона Іберійського півострова, зони Середнього, Високого і Сахарського Атласу в Магрибі, Пальмірид в Сирії тощо. У всіх цих прикладах негативні структури — авлакогени — переродилися в позитивні вали, складчасті зони («плакантіклінорії», як їх назвав польський геолог Е. Зноско), тобто відбулася, тектонічна інверсія.
Внутрішня структура неінверсованих авлакогенів також буває різного ступеня складності. Крім головних розривів, що обмежують авлакоген, часто спостерігаються паралельні їм, причому всі ці розриви зазвичай належать до типу лістричних скидів. У осьовій частині широких авлакогенів нерідко перебувають горстові підняття, як, наприклад, Сунтарський горст у Вилюйському авлакогені.